# خدمات الصليب الأحمر

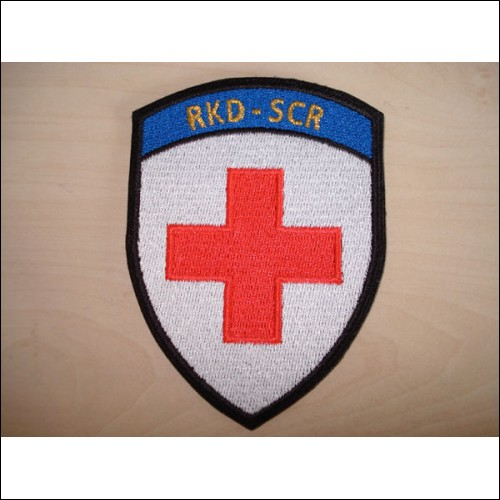
شارة خدمات الصليب الأحمر في الجيش السويسري

خدمات الصليب الأحمر (RKD) هي دائرة تابعة للصليب الأحمر السويسري منذ عام 1903.
وهي تتألف من حوالي 250 امرأة حاصلات على تدريب طبي مؤهل، ووفقًا لتقليد الصليب الأحمر الذي وضعه هنري دونان، يؤدين الخدمة العسكرية التطوعية لدعم الخدمة الطبية للجيش السويسري.

## المنظمة
ينقسم الأعضاء الذين يعلمون في خدمات الصليب الأحمر إلى وحدات وقوات وأركان من الجيش. يتم تدريبهم وتجهيزهم ونشرهم ودفع رواتبهم من قبل الجيش. مع استثناءات قليلة، لديهم نفس الواجبات والحقوق مثل الذكور من أعضاء الخدمة الطبية العسكرية. على وجه الخصوص، يتمتعون بحماية اتفاقيات جنيف.
يوفر الصليب الأحمر دورات تنشيطية مع القوات، وستحدث في إطار الخدمة الطبية المنسقة (KSD)، ولكن أيضًا في المواقف الاستثنائية (الأوبئة الشديدة أو الكوارث الكبرى). يرتدون الزي العسكري وشارات الدرجة ويحصلون على تعويض عن الدخل. تتوافق تصنيفات الدرجات مع العلامات العسكرية.

## المؤهلات للانضمام
يمكن للمواطنين السويسريين الذين لا تقل أعمارهم عن 18 عامًا ولا يزيد عمرهم عن 38 عامًا التطوع في خدمة الصليب الأحمر. الشرط الأساسي هو التدريب المهني في مجال الرعاية الصحية أو في مجالات القانون الدولي أو علم أصول التدريس أو تعليم الكبار (لتدريس القانون الدولي الإنساني ومبادئ الصليب الأحمر).

## القصة
أظهر الاعتقال الجماعي للأفراد العسكريين الأجانب في سويسرا خلال الحرب الفرنسية الألمانية أن الصليب الأحمر السويسري المدني (SRK) والجيش السويسري يعتمدان على بعضهما البعض. لذلك، من عام 1903 فصاعدًا، تم دعم تدريب التمريض الخاص، الذي كان تحت رعاية الصليب الأحمر السويسري، من الميزانية الفيدرالية. في المقابل، كان على الصليب الأحمر السويسري توفير ثلثي طاقمه الطبي للخدمة الطبية للجيش في حالة الحرب.
في البداية، تم تعيين الممرضات فقط في خدمات الصليب الأحمر. كما تم تشجيع النساء اللاحقات من الصيدليات والطب والطب البديل على الانضمام إلى خدمات الصليب الأحمر. منذ الحرب العالمية الثانية، تم توظيف فتيات الكشافة والمكتبات والمدرسات والمحاميات وما إلى ذلك في المستشفيات العسكرية، حيث قدموا خدمات الدعم لصالح إدارة المستشفى.

## روابط إنترنت
- الموقع الرسمي لخدمة الصليب الأحمر
- خدمة الصليب الأحمر كإحدى دوائر الصليب الأحمر السويسري
- مرسوم خدمة الصليب الأحمر (VRKD)

## المؤلفات
- 100 عام من خدمة الصليب الأحمر في الجيش السويسري - وضعت النساء فكرة هنري دونان موضع التنفيذ. دار النشر Huber Frauenfeld 2003.